# 야시로 다다마사
야시로 다다마사(屋代忠正)는 아와 호조 번 초대 번주를 지냈다. 고후 번 오쓰케가로 야시로 히데마사의 장남.
|  | 제1대 아와 호조 번 번주 (야시로가) 1638년 ~ 1662년 | 후임 야시로 다다오키 |